# Marianna Nagy
Marianna Gódorné Nagy, född den 30 augusti 1957 i Csorna, Ungern, är en tidigare ungersk handbollsspelare och olympisk medaljör. Med 281 spelade matcher för det ungerska landslaget är hon rekordhållare genom tiderna.

## Karriär
Marianna Gódorné Nagy började sin karriär 1970 med Csornai SE. Mellan 1976 och 1980 spelade hon handboll för College of Physical Education, innan hon skrev kontrakt med Vasas SC, med vilken hon vann fyra ungerska mästerskap och cuper och EHF Champions League 1982. Från 1986 till 1988 spelade hon handboll för den västtyska klubben Bayer 04 Leverkusen, och från 1988 till slutet av sin karriär 1991 spelade hon för Hypo Niederösterreich, Österrike, med vilken hon vann tre österrikiska mästerskap och två österrikiska cuper, samt ytterligare två guld i EHF Champions League. Med 281 matcher är hon den spelaren med flest landskamper i det ungerska damhandbollslaget genom tiderna. Nagys främsta meriter är ett olympiskt brons, två VM-brons och en silvermedalj i VM. Hon tog OS-brons i damernas turnering i samband med de olympiska handbollstävlingarna 1976 i Montréal.
Under sina år i Österrike spelade hon också mer än hundra landskamper för det österrikiska landslaget.
Efter att Nagy gett upp professionell handboll bosatte hon sig med sin man i Szentgyörgyvölgy, där de driver ett hotell med ett sport- och fitnesscenter på landsbygden. Nagy tränar också handbollsklubben Lenti, som spelar i länsmästerskapet, medan hennes man varit assisterande tränare för det österrikiska damlandslaget.

## Meriter i klubblag
- Nemzeti bajnokság (ungerska ligan): Vinnare: 1981, 1982, 1984, 1985
- Magyar Kupa (Ungerska cupen):Vinnare: 1981, 1982, 1983, 1985
- Damhandbollsligan Österrike: Vinnare: 1989, 1990, 1991
- ÖHB-cupen: Vinnare: 1990, 1991

## Individuella utmärkelser
- Årets handbollsspelare i Ungern: 1979, 1980, 1981, 1982, 1985